# پشه‌های منزوی
پشه‌های منزوی (نام علمی: Thaumaleidae) نام یک تیره از زیرراسته نخ‌شاخان است.